# Heteroconis gagnei
Heteroconis gagnei is een insect uit de familie van de dwerggaasvliegen (Coniopterygidae), die tot de orde netvleugeligen (Neuroptera) behoort. 
De wetenschappelijke naam Heteroconis gagnei is voor het eerst geldig gepubliceerd door New in 1988.